# مایکل رید
مایکل رید (انگلیسی: Michael Reed؛ ۷ ژوئیهٔ ۱۹۲۹ – ۱۵ دسامبر ۲۰۲۲) فیلم‌بردار اهل بریتانیا بود.

## فیلم‌شناسی
- جوجه‌اردک زشت (۱۹۵۹)
- خائنان (۱۹۶۲)
- دراکولا: شاهزاده تاریکی (۱۹۶۶)
- در خدمت سرویس مخفی ملکه (۱۹۶۹)
- مزدور (۱۹۷۳)
- گالیلئو (۱۹۷۴)
- گذرگاه (۱۹۷۹)
- غازهای وحشی ۲ (۱۹۸۵)

## درگذشت
رید در ۹۳ سالگی، در تاریخ ۱۵ دسامبر ۲۰۲۲ درگذشت.